# Pectis cylindrica
Pectis cylindrica là một loài thực vật có hoa trong họ Cúc. Loài này được (Fernald) Rydb. mô tả khoa học đầu tiên năm 1916.